# Zlatko Saračević
Zlatan "Zlatko" Saračević (Banja Luka, 5. srpnja 1961. – Koprivnica, 21. veljače 2021.), bio je hrvatski rukometaš i rukometni trener.
S jugoslavenskom reprezentacijom osvojio je zlatnu medalju na Svjetskom prvenstvu u Švicarskoj 1986. i brončanu medalju na Olimpijskim igrama u Seulu 1988.
S hrvatskom reprezentacijom bio je olimpijski pobjednik iz Atlante 1996., svjetski doprvak sa Svjetskog prvenstva na Islandu 1995., osvajač brončane medalje na Europskom prvenstvu u Portugalu 1994. i zlata na Mediteranskim igrama 1993. u Languedoc-Roussillonu.
1992. i 1993. klupski je europski prvak s RK Badel 1862 Zagreb.
Kao član reprezentacije 1996. godine dobitnik je Državne nagrade za šport "Franjo Bučar".
Jednako se dobro služio lijevom i desnom rukom, što je pokazao HTV-ovim gledateljima u jednoj zabavnoj emisiji.
Preminuo je u Koprivnici, 21. veljače 2021. u 60. godini, nakon što mu je zbog utakmice njegovog kluba Podravke protiv zagrebačke Lokomotive naglo pozlilo.